# NBA 2000./01.
NBA 2000./01. je bila 55. po redu sezona sjevernoameričke profesionalne košarkaške lige.
U finalnoj seriji doigravanja prvaci Zapadne konferencije Los Angeles Lakersi su omjerom 4:1 pobijedili prvake Istočne konferencije Philadelphia 76erse i tako obranili naslov prvaka i pritom osvojili svoj 13. naslov u povijesti.

## Poredak po divizijama na kraju regularnog dijela sezone
| Atlantic (Istok)       | Atlantic (Istok) | Atlantic (Istok) | Central (Istok)       | Central (Istok) | Central (Istok) | Midwest (Zapad)            | Midwest (Zapad) | Midwest (Zapad) | Pacific (Zapad)            | Pacific (Zapad) | Pacific (Zapad) |
| ---------------------- | ---------------- | ---------------- | --------------------- | --------------- | --------------- | -------------------------- | --------------- | --------------- | -------------------------- | --------------- | --------------- |
| Momčad                 | Pob              | Por              | Momčad                | Pob             | Por             | Momčad                     | Pob             | Por             | Momčad                     | Pob             | Por             |
| Philadelphia 76ers (d) | 56               | 26               | Milwaukee Bucks (d)   | 52              | 30              | San Antonio Spurs (d)      | 58              | 24              | Los Angeles Lakers (d)     | 56              | 26              |
| Miami Heat (d)         | 50               | 32               | Toronto Raptors (d)   | 47              | 35              | Utah Jazz (d)              | 53              | 29              | Sacramento Kings (d)       | 55              | 27              |
| New York Knicks (d)    | 48               | 34               | Charlotte Hornets (d) | 46              | 36              | Dallas Mavericks (d)       | 53              | 29              | Phoenix Suns (d)           | 51              | 31              |
| Orlando Magic (d)      | 43               | 39               | Indiana Pacers (d)    | 41              | 41              | Minnesota Timberwolves (d) | 47              | 35              | Portland Trail Blazers (d) | 50              | 32              |
| Boston Celtics         | 36               | 46               | Detroit Pistons       | 33              | 49              | Houston Rockets            | 45              | 37              | Seattle SuperSonics        | 44              | 38              |
| New Jersey Nets        | 26               | 56               | Cleveland Cavaliers   | 30              | 52              | Denver Nuggets             | 40              | 42              | Los Angeles Clippers       | 31              | 51              |
| Washington Wizards     | 19               | 63               | Atlanta Hawks         | 25              | 57              | Vancouver Grizzlies        | 23              | 59              | Golden State Warriors      | 17              | 65              |
| *                      | *                | *                | Chicago Bulls         | 15              | 67              | *                          | *               | *               | *                          | *               | *               |

Napomena: (d) - ušli u doigravanje, Pob - pobjede, Por - porazi

## Doigravanje
| Istočna konferencija             | Omjer      |            |
| Prva runda                       | Prva runda | Prva runda |
| -------------------------------- | ---------- | ---------- |
| Philadelphia (1) - Indiana (8)   | 3:1        |            |
| New York (4) - Toronto (5)       | 2:3        |            |
| Miami (3) - Charlotte (6)        | 0:3        |            |
| Milwaukee (2) - Orlando (7)      | 3:1        |            |
| Konferencijska polufinala        |            |            |
| Philadelphia (1) - Toronto (5)   | 4:3        |            |
| Milwaukee (2) - Charlotte (6)    | 4:3        |            |
| Konferencijsko finale            |            |            |
| Philadelphia (1) - Milwaukee (2) | 4:3        |            |

| Zapadna konferencija            | Omjer      |            |
| Prva runda                      | Prva runda | Prva runda |
| ------------------------------- | ---------- | ---------- |
| San Antonio (1) - Minnesota (8) | 3:1        |            |
| Utah (4) - Dallas (5)           | 2:3        |            |
| Sacramento (3) - Phoenix (6)    | 3:1        |            |
| LA Lakers (2) - Portland (7)    | 3:0        |            |
| Konferencijska polufinala       |            |            |
| San Antonio (1) - Dallas (5)    | 4:1        |            |
| LA Lakers (2) - Sacramento (3)  | 4:0        |            |
| Konferencijsko finale           |            |            |
| San Antonio (1) - LA Lakers (2) | 0:4        |            |

Napomena: u zagradi je plasman unutar konferencije

## Finalna serija
| Utakmica                         | Omjer |
| -------------------------------- | ----- |
| Philadelphia (I) - LA Lakers (Z) | 1:4   |

Napomena: (I) - pobjednik Istočne konferencije, (Z) - pobjednik Zapadne konferencije

## Nagrade za sezonu 2000./01.
| Nagrada            | Osvajač       | Momčad             |
| ------------------ | ------------- | ------------------ |
| Najkorisniji igrač | Allen Iverson | Philadelphia 76ers |
| Novajlija godine   | Mike Miller   | Orlando Magic      |
| Trener godine      | Larry Brown   | Philadelphia 76ers |